# Республиканская фашистская партия
Республиканская фашистская партия (итал. Partito Fascista Repubblicano, PFR) — итальянская фашистская политическая партия, основанная в сентябре 1943 года в качестве преемника Национальной фашистской партии (НФП). В 1943—1945 годах являлась правящей и единственной законной партией Итальянской социальной республики (государства, образованного на оккупированной нацистской Германией территории Северной и частично Центральной Италии). Имела собственное военизированное крыло, известное под названием «Чёрные бригады». Партия прекратила своё существование с падением режима Итальянской социальной республики в апреле 1945 года.

## Съезд партии
Единственный съезд партии прошёл 14-15 ноября 1943 года в Вероне. Генеральным секретарем партии стал Алессандро Паволини. Основным программным документом партии был принят Веронский манифест, закрепивший переход от монархии, которая «предала фашизм», к республике, к истокам фашизма 1910-х годов, его левой, докомпромиссной с монархией и буржуазией версии. Вместе с тем сохранялось благожелательное отношение к католической церкви, не характерное для раннего фашизма.

## Члены
- 900 000 (1943)
- 1 000 000 (1944)
- 850 000 (1945)